# یلوه جنگلی غول‌پیکر
یلوه جنگلی غول‌پیکر یا یلوه جنگلی غول‌آسا (نام علمی: Aramides ypecaha) گونه‌ای از پرندگان از زیرتیرهٔ Rallinae از تیرهٔ یلوگان (Rallidae) شامل یلوه و چنگر است. این گونه در آرژانتین، بولیوی، برزیل، پاراگوئه و اروگوئه یافت می‌شود.